# Зоран Липовац
Зоран Липовац (Бања Лука, 1954 — Бања Лука, 12. август 2014) био је хрватски правник и политичар. Потпредсједник Уставног суда Републике Српске. Бивши је министар управе и локалне самоуправе Републике Српске, потпредсједавајући Вијећа народа Републике Српске, судија и окружни тужилац.

## Биографија
Гимназију је завршио у Бањој Луци 1974, а дипломирао на Правном факултету у Загребу 1978. године. Правосудни испит је положио 1985. године. Од 1978. радио је у више предузећа у Приједору и Бањој Луци на правним пословима. Од 1986. до 1995. радио је као судија Основног суда у Бањој Луци. Од 1996. до 1998. борави и ради у Америци. Од 1998. до 2004. радио је у Организацији уједињених нација, најприје као домаћи, а од 2001. као међународни правни експерт. Од марта 2004. године радио је као замјеник главног окружног тужиоца у Бањој Луци. Био је ожењен и имао двоје одрасле дјеце. По националности је био Хрват.
Народна скупштина Републике Српске изабрала га је 5. јуна 2012. за судију Уставног суда Републике Српске, а дан раније и Вијеће народа Републике Српске. Дана 25. јуна изабран је за потпредсједника Уставног суда Републике Српске из реда хрватског народа.
Преминуо је 12. августа 2014. у Бањој Луци у 59. години.